# Juegos Panamericanos de Invierno de 1990
Los I Juegos Panamericanos de Invierno fueron un evento multideportivo internacional que se celebró entre el 16 y el 22 de septiembre de 1990 en la localidad argentina de Las Leñas, provincia de Mendoza.
Luego de múltiples atrasos producto de problemas organizacionales y falta de nieve, el evento se realizó con un total de 97 participantes de 8 naciones. Solo atletas de Canadá y Estados Unidos obtuvieron medallas.
Hasta la fecha, es la única edición celebrada de los Juegos Panamericanos de Invierno tras la cancelación de la segunda edición, planificada para 1993 en Santiago de Chile.

## Orígenes
La Organización Deportiva Panamericana quiso establecer una versión invernal desde la creación de los Juegos Panamericanos en 1951, pero hubo poco entusiasmo por sus miembros. Existió un plan para incorporar algunos deportes invernales como parte de la primera edición de los Juegos, organizada en Buenos Aires, pero esto finalmente no ocurrió. Un nuevo intento provino en 1959 de la localidad de Lake Placid, en el Estado de Nueva York, Estados Unidos, sin resultados nuevamente.
Después de los Juegos Olímpicos de Calgary 1988, la Organización Deportiva Panamericana decidió finalmente anunciar la organización de los Juegos de Invierno y Las Leñas fue elegida sede para los primeros Juegos, a organizarse en septiembre de 1989.
Sin embargo, la falta de nieve en la zona producto de una temporada con un clima anómalo llevó a aplazar el evento por un año. En agosto de 1990, sin embargo, las condiciones climáticas fueron nuevamente desfavorables, lo que llevó a una nueva postergación de los Juegos por algunas semanas.

## Desarrollo
Los primeros Juegos Panamericanos de Invierno se inauguraron el 16 de septiembre de 1990 con la presencia del gobernador de la provincia de Mendoza, José Octavio Bordón. El pebetero panamericano fue encendido por el esquiador Aristeo Benavides, que participó en los Juegos Olímpicos de Oslo 1952.
8 países participaron en la competencia, siendo Canadá, Estados Unidos y la selección local de Argentina las delegaciones más grandes.
Producto de la falta de nieve, sólo pudieron ser utilizadas las pistas Júpiter y Vulcano del centro de esquí Las Leñas, ubicadas en las partes superiores de la montaña y, por tanto, con mayor acumulación de nieve. Las condiciones climáticas, sin embargo, afectaron el normal desarrollo de los eventos. Durante la prueba de descenso, se registraron ráfagas de hasta 100 km/h, lo que provocaron la caída del esquiador argentino Mariano Puricelli; el accidente llevó a la suspensión del evento cuando aún faltaban 15 de los 41 participantes, contando como oficiales los resultados con los deportistas que concursaron hasta el momento. Las tormentas de nieves de los días siguientes llevaron a la suspensión de las actividades y la cancelación del evento de eslalon, pudiendo retomarse el día 21 para los dos últimos eventos del programa.

## Naciones participantes
Solo participaron 8 naciones que totalizaron 97 participantes.
- Argentina  (ARG) (26)
- Bolivia  (BOL) (2)
- Brasil  (BRA) (5)
- Canadá  (CAN) (25)
- Chile  (CHI) (9)
- Colombia  (COL) (1)
- Estados Unidos  (USA) (25)
- México  (MEX) (4)

## Medallero
País organizador
| Núm.  | País                 | Oro | Plata | Bronce | Total |
| ----- | -------------------- | --- | ----- | ------ | ----- |
| 1     | Estados Unidos (USA) | 4   | 2     | 5      | 11    |
| 2     | Canadá (CAN)         | 2   | 4     | 1      | 7     |
| —     | Argentina (ARG)      | 0   | 0     | 0      | 0     |
| —     | Bolivia (BOL)        | 0   | 0     | 0      | 0     |
| —     | Brasil (BRA)         | 0   | 0     | 0      | 0     |
| —     | Chile (CHI)          | 0   | 0     | 0      | 0     |
| —     | Colombia (COL)       | 0   | 0     | 0      | 0     |
| —     | México (MEX)         | 0   | 0     | 0      | 0     |
| Total | Total                | 6   | 6     | 6      | 18    |

## Eventos deportivos
En los Juegos Panamericanos de Invierno de 1990 sólo se disputó un deporte, con 6 eventos (3 masculinos y 3 femeninos).
- Esquí alpino (detalles)
  - Descenso
  - Supergigante
  - Eslalon gigante

Originalmente, otros deportes fueron pensados para los Juegos, incluyendo biatlón, esquí acrobático y esquí de fondo, pero la falta de nieve en el recinto llevó a su cancelación de éstos. Una vez iniciado el torneo, una fuerte tormenta suspendió los eventos de esquí alpino y finalmente llevó a la cancelación del evento de eslalon. 

### Medallistas
| Evento                                       | Oro                                                 | Plata                                            | Bronce                                          |
| -------------------------------------------- | --------------------------------------------------- | ------------------------------------------------ | ----------------------------------------------- |
| Descenso masculino (18 de septiembre)        | Brian Stemmle · Canadá (CAN) · 1:38,21              | Rob Boyd · Canadá (CAN) · 1:38,32                | AJ Kitt · Estados Unidos (USA) · 1:38,93        |
| Supergigante masculino (22 de septiembre)    | AJ Kitt · Estados Unidos (USA) · 1:06,19            | Tommy Moe · Estados Unidos (USA) · 1:06,70       | Jeremy Nobis · Estados Unidos (USA) · 1:07,20   |
| Eslalon gigante masculino (22 de septiembre) | Jeff Olson · Estados Unidos (USA) · 2:03,23         | Nathaniel Bryan · Estados Unidos (USA) · 2:03,50 | Jeremy Nobis · Estados Unidos (USA) · 2:04,31   |
| Descenso femenino (18 de septiembre)         | Kendra Kobelka · Canadá (CAN) · 1:41,21             | Lucie Laroche · Canadá (CAN) · 1:41,32           | Hilary Lindh · Estados Unidos (USA) · 1:41,91   |
| Supergigante femenino (22 de septiembre)     | Krista Schmidinger · Estados Unidos (USA) · 1:09,11 | Kendra Kobelka · Canadá (CAN) · 1:09,54          | Julie Parisien · Estados Unidos (USA) · 1:10,05 |
| Eslalon gigante femenino (22 de septiembre)  | Diann Roffe · Estados Unidos (USA) · 2:06,58        | Nancy Gee · Canadá (CAN) · 2:08,62               | Michelle McKendry · Canadá (CAN) · 2:09,12      |